# کانی سله‌کا
کانی سِله‌کا (انگلیسی: Connie Sellecca؛ زادهٔ ۲۵ مهٔ ۱۹۵۵) یک هنرپیشه، مانکن و فعال مدنی اهل ایالات متحده آمریکا است.